# 紀元前542年
紀元前542年（きげんぜん542ねん）は、西暦（ローマ暦）による年。紀元前1世紀の共和政ローマ末期以降の古代ローマにおいては、ローマ建国紀元212年として知られていた。紀年法として西暦（キリスト紀元）がヨーロッパで広く普及した中世時代初期以降、この年は紀元前542年と表記されるのが一般的となった。

## 他の紀年法
- 干支 : 己未
- 日本
  - 皇紀119年
  - 安寧天皇7年
- 中国
  - 周 - 景王3年
  - 魯 - 襄公31年
  - 斉 - 景公6年
  - 晋 - 平公16年
  - 秦 - 景公35年
  - 楚 - 郟敖3年
  - 宋 - 平公34年
  - 衛 - 襄公2年
  - 陳 - 哀公27年
  - 蔡 - 霊侯元年
  - 曹 - 武公13年
  - 鄭 - 簡公24年
  - 燕 - 恵公3年
  - 呉 - 余祭6年
- 朝鮮
  - 檀紀1792年
- ベトナム :
- 仏滅紀元 : 3年
- ユダヤ暦 : 3219年 - 3220年

## できごと

### 中国
- 斉の子尾（公孫蠆）が閭丘嬰を殺害するために、魯の陽州を攻撃した。
- 呉が晋への使節として屈狐庸を送った。
- 衛の襄公が北宮佗とともに楚へと赴いた。

## 死去
- 襄公 - 魯の君主
- 仲孫羯 - 魯の重臣、孟孝伯